# Obraz Matki Bożej Trybunalskiej
Matka Boża Trybunalska (nazywana także Matką Pocieszenia) – wizerunek, obraz Matki Bożej z Dzieciątkiem znajdujący się w Piotrkowie Trybunalskim.
Obraz Matki Bożej Trybunalskiej, namalowany przez nieznanego włoskiego artystę w XVI wieku, został w 1580 roku ofiarowany Trybunałowi Koronnemu, powołanemu w Piotrkowie przez króla Polski Stefana Batorego. Obraz początkowo znajdował się w kościele farnym. W czasie dawnych posiedzeń Trybunału przenoszony był do kaplicy sądowej. Po 1792 roku obraz znajdował się w archiwum Trybunału w ratuszu. W 1829 roku, staraniem o.o. Pijarów obraz został przeniesiony do kościoła św. Franciszka Ksawerego, który stał się Sanktuarium Matki Bożej Trybunalskiej. Sanktuarium jest powszechnie uznanym miejscem modlitwy za tych, którzy sprawują władzę.

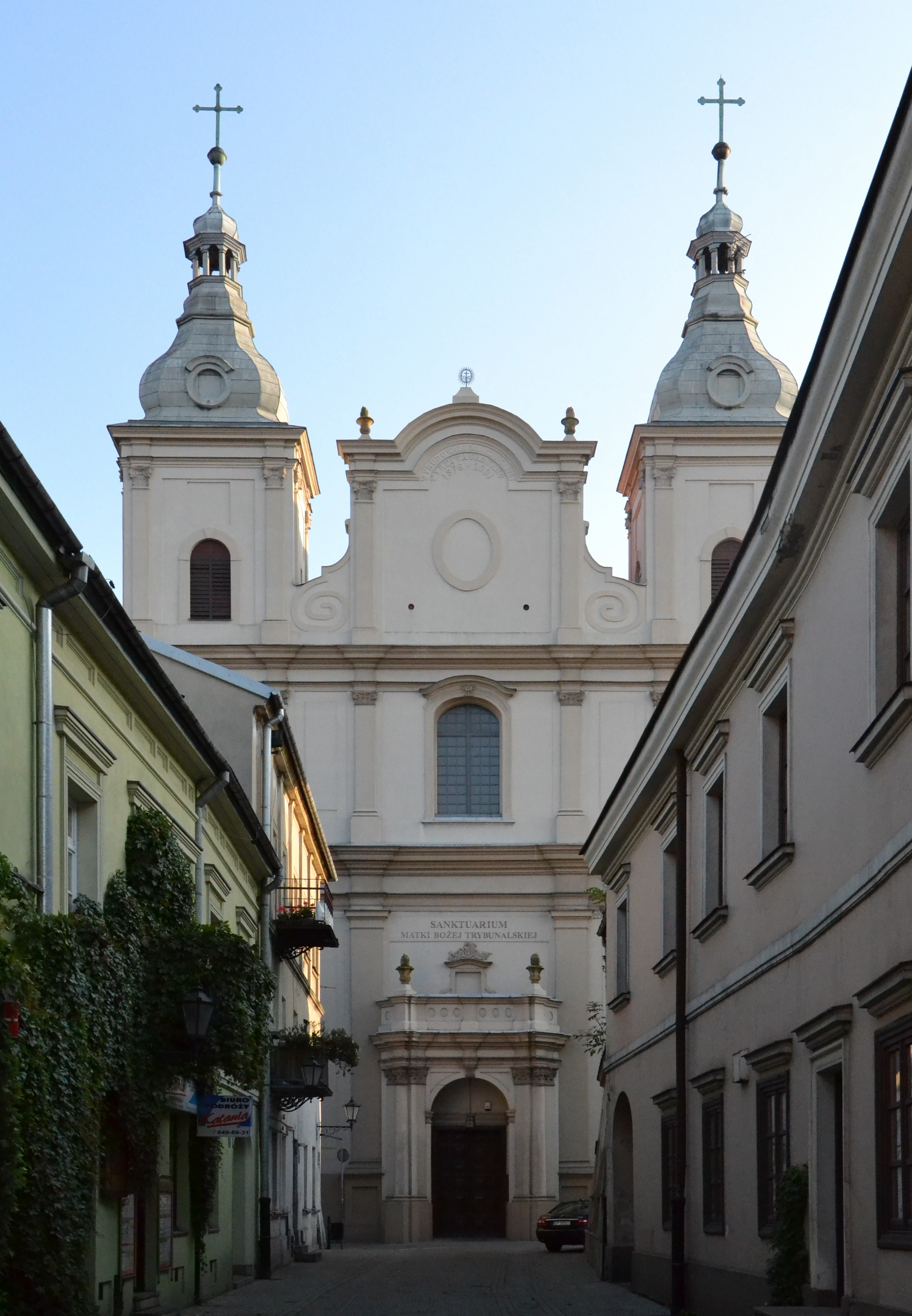
Sanktuarium Matki Bożej Trybunalskiej

W Piotrkowie Trybunalskim prawie pięćset lat temu obraz ten odgrywał bardzo ważną rolę. Modlili się przed nim monarchowie (m.in. król Stefan Batory), posłowie i senatorowie. Piotrków to miejsce narodzenia polskiego i europejskiego parlamentaryzmu. Czynione są starania, aby Matka Boża Trybunalska stała się patronką polskich parlamentarzystów.
Obraz Matki Bożej Trybunalskiej 26 maja 2006 roku ukoronował papież Benedykt XVI podczas mszy na placu Piłsudskiego w Warszawie. Była to pierwsza koronacja obrazu dokonana przez papieża Benedykta XVI. Korony dla obrazu poświęcił w Rzymie 27 października 2004 roku Jan Paweł II.
2 marca 2007 dekretem Kongregacji ds. Kultu Bożego i Dyscypliny Sakramentów Matka Boża Trybunalska została ogłoszona patronką polskich parlamentarzystów.

## Modlitwa do Matki Bożej Trybunalskiej
Matko Boża, Niepokalana Maryjo! 
Zwracam się z ufnością do Ciebie

w obrazie Matki Bożej Trybunalskiej.

Jesteś tu wzywana jako Pani Pocieszenia,

którego Źródłem jest miłość Ojca,

objawiona przez Twego Syna

i Ducha Świętego Pocieszyciela.

Wejrzyj, o Pani i Matko na potrzeby

Twoich dzieci,

do których i ja pragnę należeć.

Tobie jako Matce oddaję

całe moje życie z wiarą i nadzieją,

że napełni mnie Boża miłość

i pozwoli przezwyciężać wszelkie trudności,

także w naszej Ojczyźnie,

którą - będąc patronką parlamentarzystów

i władzy sądowniczej - opiekujesz się na 

wieki wieków.

Amen